# Ники Блонд
Ники Блонд (на английски: Nikky Blond) е унгарска порнографска актриса, родена на 9 март 1981 г. в Унгария.
Дебютира като актриса в порнографската индустрия през 1999 г., когато е на 18-годишна възраст.

## Награди
- 2004: Venus награда за най-добра актриса на Унгария.[3]